# Lisnossilia
Lisnossilia (en (ucraïnès): Лісносілля, en rus: Лесноселье, Lesnossélie) és un poble de la República Autònoma de Crimea a Ucraïna, que el 2014 tenia 480 habitants. Pertany al districte de Simferòpol.